# Akihiko Fujita
Akihiko Fujita (富士田 明彦?, Fujita Akihiko; 8 novembre 1991) è un giocatore di go giapponese.

## Biografia
Nato nell'Hokkaido, imparò il go find a piccolo e divenne allievo di Takuji Takabayashi. Sotto la sua guida divenne professionista presso la Nihon Ki-in nel 2006, nel 2019 è stato promosso al grado di 7º Dan. In carriera si è aggiudicato due competizioni giovanili, il torneo Shinjin-O nel 2013 e la Coppa Wakagoi nel 2018.

## Titoli
| Nazionali   | Nazionali | Nazionali |
| Torneo      | Vittorie  | Finalista |
| ----------- | --------- | --------- |
| Shinjin-O   | 1 (2013)  | 1 (2012)  |
| Wakagoi Cup | 1 (2018)  | 1 (2013)  |
| Totale      | 2         | 2         |